# 1728

## Родени
- 16 януари – Николо Пичини, италиански композитор († 1800 г.)
- 27 октомври – Джеймс Кук, британски мореплавател, изследовател и картограф

## Починали
- 15 август – Марен Маре, френски композитор (* 1656)